# 전존걸
전존걸(全存傑, ?~1193년)은 고려 중기의 무신이다.

## 생애
1193년(명종 23) 무신정권에 반대하여 김사미(金沙彌)가 농민들을 모아 경상도 운문(雲門)에서 반란을 일으키고, 이어 효심(孝心)이 초전(草田: 울산)을 근거지로 반란을 일으켰다. 이에 고려 조정에서는 전존걸을 대장군에 임명하여 장군 이지순(李至純), 이공정(李公靖), 김척후(金陟侯), 김경부(金慶夫), 노식(盧植) 등과 함께 반란군을 진압하게 하였다. 
그러나 함께 출정한 이지순이 반란군들이 탈취한 재물을 욕심내어 번번이 반란군과 내통하여 기밀을 누설하였으므로 관군은 패전을 거듭하였다. 이지순은 무신정권 집권자 이의민(李義旼)의 아들이었으므로, 전존걸은 군법대로 다스렸다가는 이의민에게 화를 당할 것이며, 그대로 방치하면 적을 이길 수 없을 것이라 개탄하고는 음독 자살하였다.

## 대중 문화
- 《무인시대》 KBS, 2003년~2004년, 배우 : 임병기

## 참고 문헌
- 《고려사》
- 《고려사절요》

## 같이 보기
- 이지순
- 이의민